# D.J. Moore
Denniston Moore Jr. (Filadelfia, Pensilvania, 14 de abril de 1997) más conocido como D.J. Moore, es un jugador profesional estadounidense de fútbol americano que se desempeña en la posición de wide receiver en Chicago Bears, equipo de la National Football League (NFL).

## Carrera

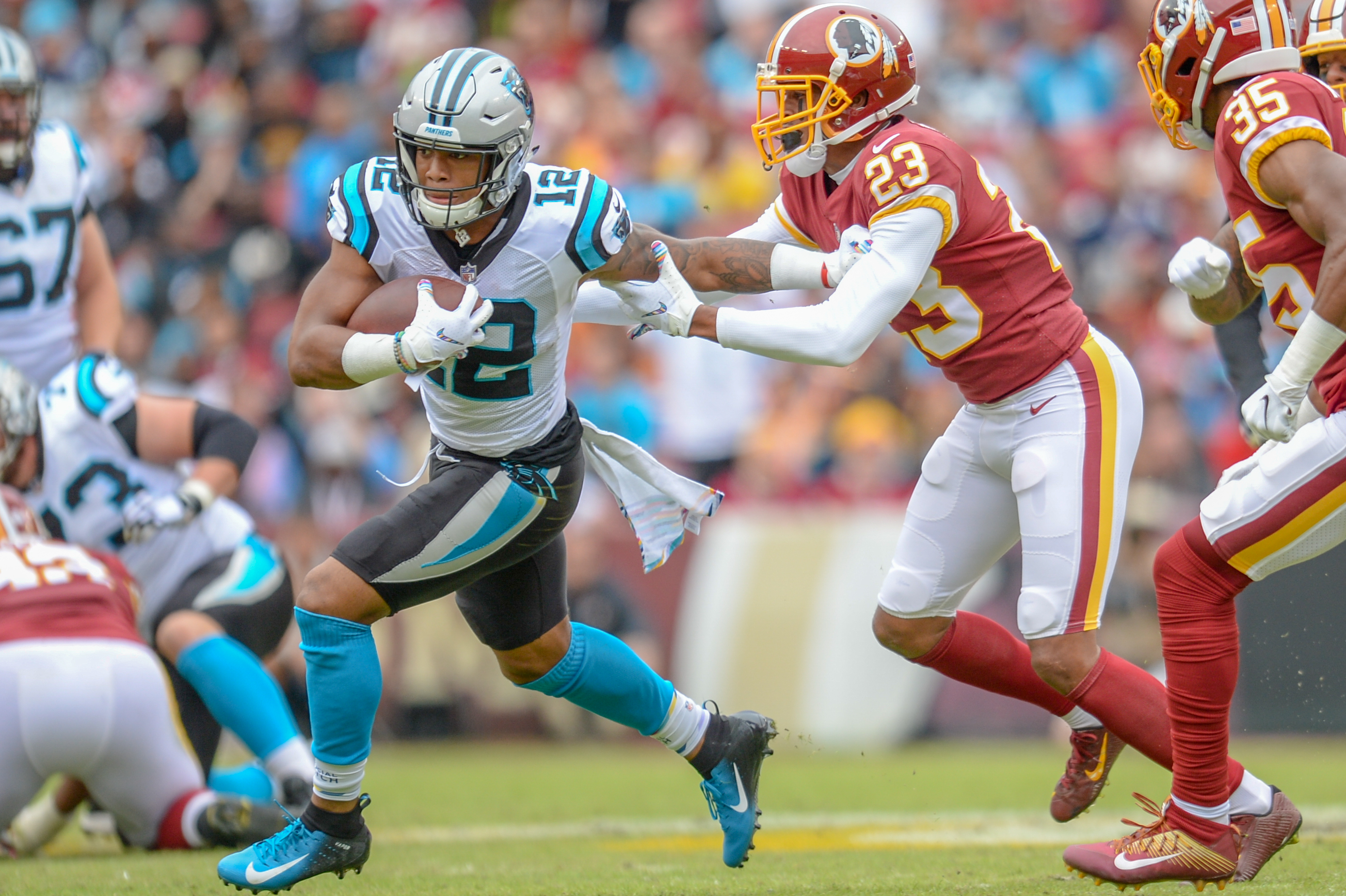
Es D. J. Moore jugando contra Washington Redskins

Fue seleccionado en la primera ronda en la Reunión Anual de Selección de Jugadores de la NFL de 2018. Hizo su debut profesional con el equipo Carolina Panthers, en el cual jugó cinco temporadas (2018-2023), luego pasó a Chicago Bears, donde lleva jugando una temporada.